# Vito Maragioglio
Vito Maragioglio (* 1915 in Gropparello; † 23. Februar 1976 in Rapallo) war ein italienischer Ägyptologe und Offizier der italienischen Armee.

## Leben
Vito Maragioglio wurde 1915 als Sohn einer sizilianischen Familie in Gropparello geboren. Er diente in der italienischen Armee und stieg bis zum Rang eines Obersts in der Artillerie auf. Aus gesundheitlichen Gründen musste er die Armee 1945 verlassen. Seitdem konzentrierte er sich auf die Studien der Paläographie und Ägyptologie. 1946 lernte er Celeste Rinaldi kennen, mit dem er seitdem seine wichtigsten Forschungen durchführte. Die beiden leiteten ein Projekt zur Dokumentation der Architektur der Pyramiden im memphitischen Raum. Ihre Bücher sind noch heute Standardwerke zur Architektur der Pyramiden. Außerdem beteiligte sich Maragioglio von 1961 bis 1965 im Auftrag des Museo Egizio in Turin an der Rettungskampagne der nubischen Denkmäler, die durch das ansteigende Wasser durch den Bau des Assuan-Staudamms bedroht waren. Er starb am 23. Februar 1976 in Rapallo.

## Veröffentlichungen (Auswahl)
- mit Celeste Rinaldi: Notizie sulle piramidi di Zedefrâ, Zedkarâ Isesi, Teti. Rom 1962.
- mit Celeste Rinaldi: L’Architettura delle Piramidi Menfite. Bände II–VIII, Turin 1963–1977.
- mit Celeste Rinaldi: Note sulla piramide di Ameny Aamu. In: Orientalia. Band 37, 1968, S. 325–338.
- mit Celeste Rinaldi: Considerazioni sulla città Dd-Snfrw. In: Orientalia. Band 40, 1971, S. 67–74.
- mit Celeste Rinaldi: La costruzione della piramide di Cheope. Precisazioni e commenti. Accademia nazionale dei Lincei, Rom 1975.
- mit Celeste Rinaldi: Note complementari sulla tomba di Neferu-Ptah. In: Orientalia. Band 42, 1973, S. 357–369.
- mit Silvio Curto, Celeste Rinaldi, L. Bangrani: Kalabsha. Rom 1965.
- mit Silvio Curto, G. Geraci, Celeste Rinaldi: Dehmit. Rom 1973.
- mit Silvio Curto, Celeste Rinaldi: Korosko – Kasr Ibrim. Incisioni Rupestri Nubiane. Mailand 1987.